# Estación Severín
Severín fue una estación de ferrocarril que se hallaba en medio del Desierto de Atacama, en la Región de Antofagasta de Chile. Fue parte del Longitudinal Norte y actualmente se encuentra inactiva.

## Historia
La estación fue construida como parte del ferrocarril Longitudinal Norte, el cual comenzó a operar en 1913; originalmente en el trazado primitivo la estación no estaba proyectada sino que estaba planificada otra parada —denominada «La Isla»— cerca de la Pampa Copiapina, sin embargo las posteriores modificaciones al trazado durante su construcción establecieron la nueva estación Severín en su ubicación definitiva, entre las pampas Mirador y Blanca Lidia. Según Santiago Marín Vicuña, la estación se encontraba ubicada a una altitud de 1992 m s. n. m.
La estación ya no aparece en publicaciones turísticas de 1949, mientras que en mapas oficiales de 1964 la estación aparece mencionada como exestación, lo que indica su clausura en décadas anteriores. No obstante aquello, la clausura oficial de la estación ocurrió el 15 de enero de 1979.
Si bien la estación dejó de prestar servicios cuando finalizó el transporte de pasajeros en la antigua Red Norte de la Empresa de los Ferrocarriles del Estado en junio de 1975, las vías del Longitudinal Norte continuaron siendo operadas para el transporte de carga hasta que fueron traspasadas a Ferronor y privatizadas, mientras que la estación fue abandonada y solamente quedan restos de una máquina de bombeo de agua.